# Сидоров, Юрий Михайлович
Юрий Михайлович Си́доров (9 августа 1971 — 1 января 1995) — командир танкового взвода Северо-Кавказского военного округа, старший лейтенант, Герой Российской Федерации (1996).

## Биография
Родился в селе Шпаковская Шпаковского района Ставропольского края.
С 1988 года — в Вооружённых силах. Служил в частях Северо-Кавказского военного округа. С декабря 1994 года участвовал в первой чеченской войне.
Погиб от выстрела снайпера в расположении своей части.
За мужество и героизм, проявленные при выполнении специального задания, указом Президента Российской Федерации от 20 июля 1996 года старшему лейтенанту Сидорову Юрию Михайловичу присвоено звание Героя Российской Федерации посмертно.